# A felhők fölött 3 méterrel
A felhők fölött három méterrel (eredeti cím: Tres metros sobre el cielo) 2010-ben bemutatott spanyol romantikus filmdráma Fernando González Molina rendezésében. A Tre metri sopra il cielo című 2004-es olasz film feldolgozása, mely Federico Moccia A felhők fölött 3 méterrel (1992) című regényén alapul. A főszerepben Mario Casas és María Valverde látható.

## Cselekmény
Bár különböző társadalmi osztályba tartoznak, egy kiváltságos nő és egy vakmerő férfi eltérő hátterük ellenére egymásba szeretnek.

## Szereplők
| Szerep                    | Színész          | Magyar hang       |
| ------------------------- | ---------------- | ----------------- |
| H. /Hugo Olivera          | Mario Casas      | Radnai Márk       |
| Babi Alcázar              | María Valverde   | Földes Eszter     |
| Csirke                    | Álvaro Cervantes | Molnár Áron       |
| Katina                    | Marina Salas     | Mezei Kitty       |
| Alejandro                 | Diego Martín     | Tompa Ádám        |
| Chino                     | Luis Fernández   | Ötvös András      |
| Mara                      | Andrea Duro      | Borbély Alexandra |
| Chico                     | Marcel Borràs    | Márkus Sándor     |
| Daniela                   | Nerea Camacho    | Gáspár Kata       |
| Rafaela                   | Cristina Plazas  | Kubik Anna        |
| Claudio                   | Jordi Bosch      | Koroknay Géza     |
| megvert férfi a bíróságon | Juan Pablo Shuk  | Sarádi Zsolt      |

## Érdekesség
A főszereplők, María Valverde és Mario Casas, akik a filmben egy párt alkotnak, a film forgatása során ismerkedtek meg, majd 2010 és 2014 között a való életben is párkapcsolatban voltak.

## Folytatás
A film nagy sikerének köszönhetően 2012-ben megjelent a folytatás, Téged akarlak! (eredeti cím: Tengo ganas de ti) címmel. Ez szintén Moccia egy azonos című regénye, illetve a 2007-es olasz Ho voglia di te című film alapján készült. A főszerepeket ismét Mario Casas és María Valverde alakította. Clara Lago alakítja új női főszereplőként, Ginger szerepében Clara Lago tűnik fel.